# Томаш Худечек
Томаш Худечек (чеш. Tomáš Hudeček; 10. маја 1979, Оломоуц, Чехословачка) је чешки политичар и бивши члан партије ТОП 09 у Прагу. 
Од новембра 2011. је био први заменик градоначелника Бохуслава Свободе, те и члан градског већа, задужени за развој и припрему урбаног плана. Од 2003. је исто научно-педагошки радник Катедре апликоване геоинформатике и картографије Факултета природних наука Карловог универзитета у Прагу. После политичких промена у прашком градском већу током пролећа 2013. је Худечек постао вршилац дужности градоначелника чешке престонице, јер је Свобода био смењен због политичких несугласица између ОДС и ТОП 09. 
У овој функцији је остао и током поплава, које су задесиле Праг јуна 2013. У локалним изборима у Прагу октобра 2014. је ТОП 09 добила друго место по броју гласова, шта је за партију значило одлазак из власти. Владајућу коалицију је створило АНО 2011, ЧССД и Тројкоалиција. Неколико месеци касније је Худечек напустио заступнички клуб ТОП 09 и у градском већу сад има улогу несврстаног заступника заједно са Евом Ворличковом и Миланом Ружичком.